# East Guldeford
East Guldeford is een civil parish in het bestuurlijke gebied Rother, in het Engelse graafschap East Sussex.